# Зотько, Иван Вячеславович
Ива́н Вячесла́вович Зотько́ (укр. Іван Вячеславович Зотько; род. 9 июля 1996, Чуднов, Житомирская область) — украинский футболист, защитник киргизского клуба «Узген».

## Биография

### Ранние годы
Футболом начал заниматься в 9 лет в ДЮСШ города Чуднова, с которой однажды был на турнире в Бахчисарае, где его заметили селекционеры «Металлиста», благодаря чему Зотько в итоге продолжил обучение в Академии харьковского клуба. С 2009 по 2012 год провёл 47 матчей и забил 7 голов в чемпионате ДЮФЛ.

### Клубная карьера

#### «Металлист»
1 августа 2012 года дебютировал за юниорскую (U-19) команду «Металлиста» в домашней игре против запорожского «Металлурга», а за молодёжную (U-21) команду впервые сыграл 1 сентября того же года в выездном поединке против луцкой «Волыни». В составе команды U-19 становился победителем чемпионата Украины среди юношеских команд сезона 2013/14, проведя 20 встреч и забив 8 мячей.
8 апреля 2015 года дебютировал за основную команду «Металлиста» в выездном кубковом матче против донецкого «Шахтёра», выйдя в стартовом составе и проведя на поле всю встречу. В конце мая того же года, ввиду истечения контракта и отсутствия конкретики о продолжении сотрудничества с харьковским клубом, фактически стал свободным агентом, в статусе которого пребывал затем 3 месяца, успев за это время побывать на просмотре в клубе «Минск», однако в итоге вернулся в «Металлист», с которым в конце августа подписал новый контракт сроком на 1 год. 6 декабря 2015 года впервые сыграл в Премьер-лиге, выйдя на замену вместо Артёма Беседина на 72-й минуте домашнего поединка против одесского «Черноморца». 7 мая 2016 года забил первый гол за харьковчан, неожиданно для голкипера соперника пробив со штрафного удара примерно в 30-ти метрах от ворот на 91-й минуте выездного матча снова против одесского «Черноморца», чем принёс своей команде победу со счётом 1:0. Всего за время выступлений в составе «Металлиста» провёл 8 игр в чемпионате (забил 1 мяч), 1 встречу в Кубке Украины, 29 матчей (забил 10 голов) в молодёжном первенстве и 42 поединка (забил 13 мячей) в юношеском турнире.

#### «Валенсия»
В начале июля 2016 года подписал контракт с «Валенсией» и присоединился к выступающему в Сегунде B фарм-клубу команды «Валенсия Месталья».

#### «Льейда»
Зимой 2019 подписал контракт с испанским клубом «Льейда».

#### «Урарту»
4 февраля 2023 года подписал контракт с армянским клубом «Урарту».

### Карьера в сборной
С 2014 по 2015 год провёл 9 встреч и забил 2 гола за юношескую сборную Украины (до 18 лет). С 2014 года выступает за юношескую сборную до 19 лет, в составе которой принял участие в финальном турнире чемпионата Европы 2015 года, однако на поле не выходил.

## Статистика
| Клуб              | Лига         | Сезон   | Чемпионат | Чемпионат | Кубок | Кубок | Дубль | Дубль |
| Клуб              | Лига         | Сезон   | Игры      | Голы      | Игры  | Голы  | Игры  | Голы  |
| ----------------- | ------------ | ------- | --------- | --------- | ----- | ----- | ----- | ----- |
| Металлист         | Премьер-лига | 2012/13 |           |           |       |       | 1     | 0     |
| Металлист         | Премьер-лига | 2013/14 |           |           |       |       | 6     | 1     |
| Металлист         | Премьер-лига | 2014/15 |           |           | 1     | 0     | 13    | 1     |
| Металлист         | Премьер-лига | 2015/16 | 8         | 1         |       |       | 9     | 8     |
| Валенсия Месталья | Сегунда B    | 2016/17 | 8         | 0         |       |       |       |       |

## Характеристика
По словам самого футболиста, наиболее комфортно ему играть в центральной зоне, но может сыграть и на позиции крайнего защитника.

## Вне поля
В свободное время очень любит покататься на коньках.